# 菲利波·馬奇
菲利波·馬奇（義大利語：Filippo Macchi；2001年9月19日—），生于蓬泰代拉，意大利男子花剑运动员。他在2024年夏季奧林匹克運動會男子个人花剑小项上以1分之差不敌香港选手张家朗獲得银牌。